# A família
A família («Семейка») — пятый номерной альбом венгерской поп-группы «Neoton Familia», записанный в 1981 году на лейбле Pepita. Является вершиной творчества группы и наиболее сильным в музыкальном плане. Стал одним из самых продаваемых альбомов в Венгрии 1981 года (2-е место по продажам после альбома «Hotel Menthol» группы «Hungária»). Начиная с этого альбома лид-вокал в группе постепенно переходит от Ивы Паль к Иве Чепреги. В том же году «Neoton Familia» совершили азиатский тур и только в одной Японии дали 42 концерта.

## Список композиций
1. Kétszázhúsz felett (Свыше 220 км/ч) — 4:25

2. Sámson és Delila (Самсон и Дилайла) — 4:41

3. Jöjjön a nyár! (Приезжайте летом!) — 3:06

4. A legkisebb fiú (Маленький мальчик) — 3:52

5. Vadvirág (Полевой цветок) — 3:46

6. Lobo, az idegen (Всадник-чужак) — 4:23

7. Egyszer megértelek (Однажды я пойму) — 3:30

8. Caligula (Калигула) — 4:26

9. Hazudós (Лжец) — 3:36

10. Régi zongorám (Старое пианино) — 3:22
В Венгрии в качестве сингла с альбома была выпущена композиция «Jöjjön a nyár!», которая обрела «платиновый» статус по итогам продаж. 'B'-сторону сингла занимала песня «Szerelmes dal», не вошедшая в альбом. Композиции «Kétszázhúsz felett» и «Lobo, az idegen» были № 1 в венгерских радио-чартах. В венгерском хит-параде за весь год Slágerlistá'81 композиция «Kétszázhúsz felett» была № 2, «Lobo, az idegen» № 11 и «Jöjjön a nyár!» № 20.

## Альбом «Dandelion»
В том же году группа записала англоязычную версию альбома «Семейка» — «Dandelion» ("Одуванчик"), которая была выпущена в Германии, Аргентине, Мексике и Японии. В Японии альбом вошёл в ТОР 40.

### Список композиций
1. Racing (Kétszázhúsz felett) — 4:25

2. Samson and Delilah (Sámson és Delila) — 4:42

3. Game of chance (Szerelmes dal) — 3:50

4. Love the night (A legkisebb fiú) — 3:50

5. Dandelion (Vadvirág) — 3:42

6. Lobo (Lobo, az idegen) — 4:24

7. One day (Egyszer megértelek) — 3:29

8. Sally, the boxer (Caligula) — 4:25

9. Renegade (Hazudós) — 3:35

10. If you come tonight (Régi zongorám) — 3:24
Англоязычная версия композиции «Jöjjön a nyár!», которая называлась «The sound of summer», отсутствовала на альбоме, но была выпущена в некоторых странах в качестве сингла. Вместо неё на альбоме присутствовала песня «Game of chance», англоязычная версия «Szerelmes dal». Также синглами в Германии, Мексике, Японии и на Филиппинах вышли композиции «Racing», «Dandelion», «Lobo», «Samson and Delilah» и «Renegade». Сингл «Racing» был в ТОР20 в Мексике и в ТОР40 в Германии. Сингл «The sound of summer» был в Японии № 5 в радио-чартах, № 60 в чарте продаж и был продан в количестве 33 тысяч копий, а «Samson and Delilah» — № 11 в радио-чартах и № 85 в чарте продаж. Музыкальная композиция «The sound of summer» в течение 10-ти лет (с апреля 1982 года по март 1992 года) использовалась в качестве основной темы широковещательной программы японских новостей KTV.